# Marcos Nogueira Eberlin
Marcos Nogueira Eberlin (ur. 4 marca 1959) – brazylijski chemik i profesor chemii Uniwersytetu Stanowego w Campinas, w stanie São Paulo. W 2005 roku został odznaczony Narodowym Orderem Zasługi Naukowej, a w 2016 otrzymał medal Thomsona za osiągnięcia w dziedzinie spektrometrii mas.
Tytuły magistra (1984) i doktora (1988) zdobył na Uniwersytecie w Campinas, oraz stopień doktora habilitowanego (1991) w Aston Laboratory of Mass Spectrometry na Purdue University w USA. Założył i przez 25 lat koordynował Laboratorium Spektrometrii Masowej Thomson. Od 2002 roku jest członkiem Brazylijskiej Akademii Nauk.
Był zastępcą dyrektora Instytutu Chemii UNICAMP (1998-2002) i przez dwie kadencje (2009-2014) prezesem Międzynarodowego Towarzystwa Spektrometrii Masowej (IMSF). Obecnie jest prezesem Brazylijskiego Towarzystwa Spektrometrii Masowej (BrMASS), a także redaktorem Journal of Mass Spectrometry (JMS-Willey).
Jest zwolennikiem inteligentnego projektu i jednym z ponad tysiąca naukowców, którzy podpisali oświadczenie wyrażające sceptycyzm wobec teorii ewolucji, znane jako „Naukowa niezgoda na darwinizm” (A Scientific Dissent from Darwinism). Jest także prezesem Brazylijskiego Towarzystwa Inteligentnego Projektu, które powstało w 2016 roku.